# Физико-химический анализ
Физико-химический анализ — комплекс методов анализа физико-химических систем путём построения и геометрического анализа диаграмм состояния и диаграмм состав-свойство. Этот метод позволяет обнаружить существование соединений (например, медистого золота CuAu), существование которых невозможно подтвердить другими методами анализа. Первоначально исследования в области физико-химического анализа были сосредоточены на изучении зависимостей температур фазовых переходов от состава. Однако на рубеже XIX—XX веков Н. С. Курнаков показал, что любое физическое свойство системы является функцией состава, а для изучения фазового состояния можно использовать электропроводность, вязкость, поверхностное натяжение, теплоёмкость, коэффициент рефракции, упругость и другие физические свойства.
В основе теории физико-химического анализа лежат сформулированные Н. С. Курнаковым принципы соответствия и непрерывности. Принцип непрерывности утверждает, что если в системе не образуются новые фазы или не исчезают существующие, то при непрерывном изменении параметров системы свойства отдельных фаз и свойства системы в целом изменяются непрерывно. Принцип соответствия утверждает, что каждому комплексу фаз соответствует определённый геометрический образ на диаграмме состав-свойство.